# Nils Lexerød
Nils Lexerød (7 marzo 1976) è un allenatore di calcio, dirigente sportivo ed ex calciatore norvegese, di ruolo centrocampista, tecnico del Vålerenga femminile.

## Carriera

### Giocatore
Lexerød ha giocato con le maglie di Kvik Halden, Kolbotn, Rakkestad, Navestad e Borg.

### Allenatore
A novembre 2010, è stato reso noto che Lexerød sarebbe diventato direttore sportivo del Kvik Halden, compagine militante in 2. divisjon, a partire dal 1º dicembre successivo. A partire dal campionato 2013, ha ricoperto l'incarico di allenatore della squadra.
Ad agosto 2014 è stato nominato nuovo allenatore della Nazionale Under-19 femminile norvegese, subentrando a Jarl Torske che avrebbe lavorato con Per-Mathias Høgmo nella selezione maggiore maschile.
Nel gennaio 2022 venne presentato come nuovo tecnico della squadra femminile del Vålerenga, riportando il club a vincere per la seconda volta il campionato di Toppserien al termine della stagione 2023.

## Palmarès

### Allenatore

#### Club
- Campionato norvegese: 1

Vålerenga: 2023